# 小松詩乃
小松 詩乃（こまつ しの（別読み：うたの）、1984年6月5日 - ）は、日本の元グラビアアイドル。大阪府出身。元BNS株式会社所属。2020年10月31日を以って芸能界を引退した。

## 人物
グラビアアイドルとして活動するほか、秋葉原で行われるアイドルイベントなどのMC（司会）を務めることもある。
趣味は時代劇鑑賞と買い物。特技は着付けと運転。
ブログでの記述によると弟がいる。

## 出演

### 舞台
- 秦建日子プロデュース公演Vol.13「Pain」（2011年9月13日 - 19日、ウッディシアター中目黒）
- メディアゲートプロデュース「真夏の夜の夢〜飛んで腐に入る夏の虫〜[2]」（2012年7月5日 - 8日、池袋・シアターグリーン BOX in BOX THEATER） - 国王 役
- Ann&Mary 第1回公演「PIRATES OF THE DESERT[3]」（2013年7月10日 - 15日、池袋・シアターグリーン BIG TREE THEATER）
- GULL COMPANY「ただ、ごく稀な非日常という名のイデア」（2014年2月27日 - 3月2日、Basement MONSTAR） - 香川もえ 役
- GULL COMPANY「君がいない。ある日の夕日。」（2014年4月28日 - 29日、高田馬場ラビネスト）
- Nostalgia Note vol.5「鏡花水月」（2014年6月6日 - 8日、新宿・シアターブラッツ） - Aチーム 主演
- シザーブリッツ「MEIDO IN HEAVEN」（2014年10月28日 - 11月3日、サンモールスタジオ） - チームB みゆき役
- シザーブリッツ「レンアイドッグス」（2015年1月24日 - 2月1日、サンモールスタジオ） - チームA 西園寺まどか 役
- 劇団チキンハート第三回プロデュース公演「おのぞき」（2015年3月17日 - 22日、阿佐ヶ谷アルシェ） - Aキャスト 宅配便 役
- シザーブリッツ「永遠にムーン」（2015年6月23日 - 28日、笹塚ファクトリー） - 朝日香里 役
- シザーブリッツ「帰ってきたアンチョビー」（2015年12月8日 - 13日、上野ストアハウス） - チームB 須田琴江 役
- シザーブリッツ「ポセイドンの孫とYシャツと私」（2016年4月27日 - 30日、上野ストアハウス） - チームB 松岡理香 役
- ズッキュン娘 第10回公演「歩いてみやがれ!」（2016年8月10日 - 14日、南大塚ホール） - ヒロミの母 役
- シザーブリッツ「虚ろの姫と害獣の森」（2016年11月16日 - 20日、新宿村LIVE） - チームA イルダーナ・アルスター 役
- シザーブリッツ「バック・島・ザ・フューチャー」（2017年8月24日 - 9月3日、上野ストアハウス）  - Aチーム 玲香 役
- サン・オフィス「CrossRoad/クロスロード」（2017年10月27日 - 29日、新宿シアターブラッツ）
- イルカ団 PRESENTS「ARSÈNE LUPIN 『et Sonia!』[4]」（2018年1月30日 - 2月4日、ウッディシアター中目黒）
- toshiLOG vol.1朗読劇「さよならのかわりに」（2018年3月8日 - 11日、新宿コフレリオシアター）
- 東出有貴プロデュース「FINAL JUDGEMENT」（2018年4月18日 - 22日、座・高円寺2） - 吉川いの 役
- 東出有貴プロデュース「FINAL JUDGEMENT SPECIAL LIVE」（2018年4月23日、吉祥寺CLUB SEATA）
- TAFプロデュース「幕末疾風伝MIBURO〜壬生狼〜」（2018年6月8日 - 10日、かめありリリオホール） - A つね/B 比佐（二役）

### テレビ番組
- 真夜中のおバカ騒ぎ!（2013年、チバテレ/TOKYO MX）
- 麻雀最強決定戦」TIMのアシスタント（フジテレビ）
- 示談交渉人 ゴタ消し（読売テレビ）
- スポっちゃお！（エンタ!371）
- もっこりパラダイス（MONDO TV）
- パチンコオリ法TV（GyaO 720ch）
- 水泳大会 in としまえん 2009（スカチャンHD190・180ch他）
- 卍くりぃむVS芸能人卍卍爆笑どっきり大作戦卍（日本テレビ）
- 厳選!いい宿 千葉編（テレビ東京）
- ピグ☆1学園（つくばテレビ）
- タッチミーアイドル（第一興商スターカラオケ）
- 好好!キョンシーガール〜東京電視台戦記〜（2012年、テレビ東京）

### イメージ作品
- ぉしのびだゎん♪（2008年1月31日、BNS）※小松しの 名義
- シスターW・乳（2008年3月31日、BNS）※小松しの 名義　※共演：勝亦しほ
- SHINO-X（2009年2月25日、ゴマブックス）
- 解禁 03 -柔らかく艶めきたつ、ランジェリーに包まれた悶々解禁！！！-（2009年6月25日、ARDEN）
- しの（2011年7月25日、エアーコントロール）
- 激写X 小松詩乃（2011年10月21日、M.B.D.メディアブランド）
- 癒らしの。（2012年2月23日、コスメティック）
- 湯けむり温泉 旅美人（2013年2月27日、オルスタックソフト販売）[5]
- マフィア VS アマゾネス軍団 Z（2013年5月24日、メディアスタッフビジョン）
- コマラセタイ（2014年1月30日、オルスタックソフト販売）[6]
- .coma（2015年2月27日、スパイスビジュアル）[7]
- 湯めぐりグラドルアワー（2015年3月27日、オルスタックソフト販売）※共演：愛乃まーに、上杉智世、夢乃まみり、川奈ゆう
- 隣のお姉さん（2016年5月27日、グラッソ）

### PV
- グラドルを撃たないで/Mishmash*Julie Watai（2012年）
- Don’t Shoot me I’m only the Pin-up Girl/Mishmash*Julie Watai（2012年）

### Vシネマ
- マフィア VS アマゾネス軍団 Z（2013年5月24日、メディアスタッフビジョン）
- 中二病のえじき「教壇の悪魔」（2014年1月8日）※9話オムニバス作品

### その他DVD
- 女子プロレスの技は本当に痛いのか徹底検証！ 尾崎魔弓 豊田魔波 ダイナマイト・関西VSグラビアタレント11人 グラビアアイドル悶絶・絶叫・号泣・羞恥のスペシャルマッチ！（2010年2月24日、ROOKIE） - MC担当
- VIDEO OPTION Vol.212（2011年10月26日、サンプロス）
- パチンコ裏技必勝法（辰巳出版）※雑誌連動

### 雑誌・ムック
- 「ぱいすら女子」（2012年6月29日、ミリオン出版） - 表紙
- 「Chuッ」見開き4p
- 「J-LUG」表紙（三栄書房）
- 「モトチャンプ」（三栄書房）
- 「モーターサイクリスト」（八重洲出版）
- 「ドカント」（パット）
- 「本当にデカップ」（バウハウス）
- 「ドル箱」SPA！
- デイリースポーツ
- 「Hip&Lip」（ワニマガジン）
- 「EXMAX」（ぶんか社）
- 「ENJOY MAX」（笠倉出版社）
- 東スポ
- パチンコ裏ワザ攻略法スペシャル
- 週刊プレイボーイ

### ラジオ
- 「志村けんのFIRSTSTAGE」
- 「お笑いプレーオフthe Radio」

### mobile
- 「BWH」
- 「グラドル新年会」by KDDI
- 「常盤響Girls Like You」
- 「ぷるるんサバイバル」（集英社ケータイヤングジャンプ）
- iモード・au 公式待受サイト「アイドルグラビアDX」
- 「素顔の告白」
- 「グラビア女子寮2」
- 「隣のTバック」ムービーフル
- 「月刊イワタ」

### Web
- 「TEAM The ROCKETS プレイ☆シアター」
- 「本当にデカップ」
- 「デジグラ」
- 「LOVEDOL.NET」
- 「スクランブルエッグon the Web」表紙モデル&Recommended Eggs
- 「女子アナセクーシ放送局」
- 「男の視線」
- 「meet the girl PLUS」
- 「4k star」
- 「プリンセスコレクション」

### その他
- IP4「Smarpea」広告用VP（2012年7月 - ）
- 「Flick girl」（Androidアプリ）
- グラカラ（第一興商）